# Renewable Energy (Zeitschrift)
Renewable Energy ist eine monatlich erscheinende, begutachtete wissenschaftliche Fachzeitschrift, die seit 1991 von Elsevier herausgegeben wird. Chefredakteur ist S.A. Kalogirou.
Die Zeitschrift ist interdisziplinär ausgerichtet und richtet sich u. a. an Forscher, Ingenieure, Ökonomen und Hersteller aus der Energiebranche. Publiziert werden vor allem originäre Forschungsarbeiten zum Themenkomplex Erneuerbare Energien und nachhaltige Energieversorgung; auf Einladung des Chefredakteurs auch Systematische Übersichtsarbeiten.
Der Impact Factor lag im Jahr 2020 bei 8,001, der fünfjährige Impact Factor bei 7,435. Damit lag das Journal beim Impact Factor auf Rang 16 von insgesamt 114 im Bereich „Energie und Treibstoffe“ gelisteten wissenschaftlichen Zeitschriften und auf Rang 7 von 44 Zeitschriften in der Kategorie „grüne und nachhaltige Wissenschaft und Technologie“.